# 阿波羅汽車
阿波羅汽車（前名稱為 甘珀特跑車製造商）是一家德國跑車製造商，總部位於登肯多夫。羅蘭·甘珀特於2004年創立了甘珀特運動汽車公司，曾擔任奧迪運動總監。在他的管理下，奧迪共贏得25次世界拉力錦標賽冠軍，並獲得4次世界拉力錦標賽冠軍。

## 歷史

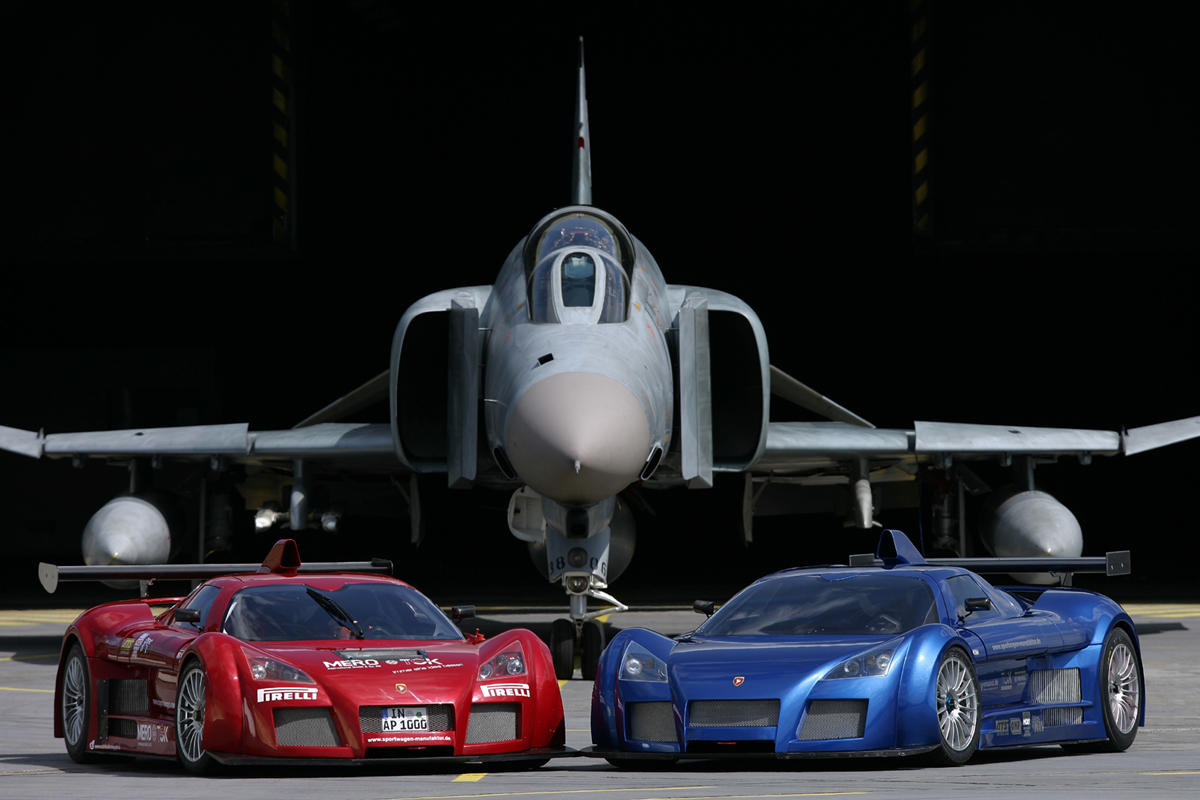
兩輛《阿波羅Prototype》與一架F-4幽靈II戰鬥機

2001 年，羅蘭甘珀特 提出了新一代跑車的設想，這款跑車既適合比賽，又可以合法上路。 2001年底，甘珀特從中國返回德國後，他在奧迪的前同事、Motoren Technik Mayer 的創始人羅蘭·邁耶 請他協助打造一款原型跑車。奧迪批准 甘珀特 參與該項目，條件是新跑車必須是系列產品，而不是原型車。
該公司成立於 2004 年，名稱為「GMG 跑車製造廠阿爾滕堡有限公司」。汽車的第一批設計由 馬可·瓦內塔 繪製。在 瓦內塔 完成這一過程後，甘珀特 汽車的第一個 1:4 比例模型於 2002 年生產出來。
甘珀特與慕尼黑工业大学和因戈爾施塔特應用技術大學合作，繼續研究型號名稱為阿波羅的汽車。他們協助他進行施工工作、電腦模擬和風洞測試。這項研究和開發有助於形成第一個全尺寸模型的藍圖。最終製造了兩輛原型車。 阿波羅的生產於 2005 年 10 月開始。 在整個生產週期中，阿波羅推出了許多車款。
2008 年 7 月 27 日，阿波羅Sport 在英國汽車節目 英国疯狂汽车秀 上亮相。其中一位主持人理查德·哈蒙德 和職業車手斯蒂格 駕駛了這輛車。 阿波羅Sport 以 1:17.1 的單圈時間成為動力圈速榜上的新領先者比之前的單圈領先者 Ascari A10 快了 0.2 秒。在英国疯狂汽车秀 測試賽道上，阿波羅的速度比布加迪威龍和帕加尼Zonda更快。隨後，布加迪威龍以 01:16.8 的成績打破了該紀錄。
2011年，該公司與 Carrozzeria Touring Superleggera 合作推出了一款概念車——Gumpert Tornante。 該車並未投入生產。
2013 年 8 月，由於一位匿名支持者退出了原本可以挽救該公司的交易，該公司申請破產並進入清算程序。
2016 年 1 月，該公司被香港財團 Ideal Team Venture 收購，該財團也是 德托马索 品牌的所有者。該公司被新主人收購後更名為 阿波羅汽車有限公司。

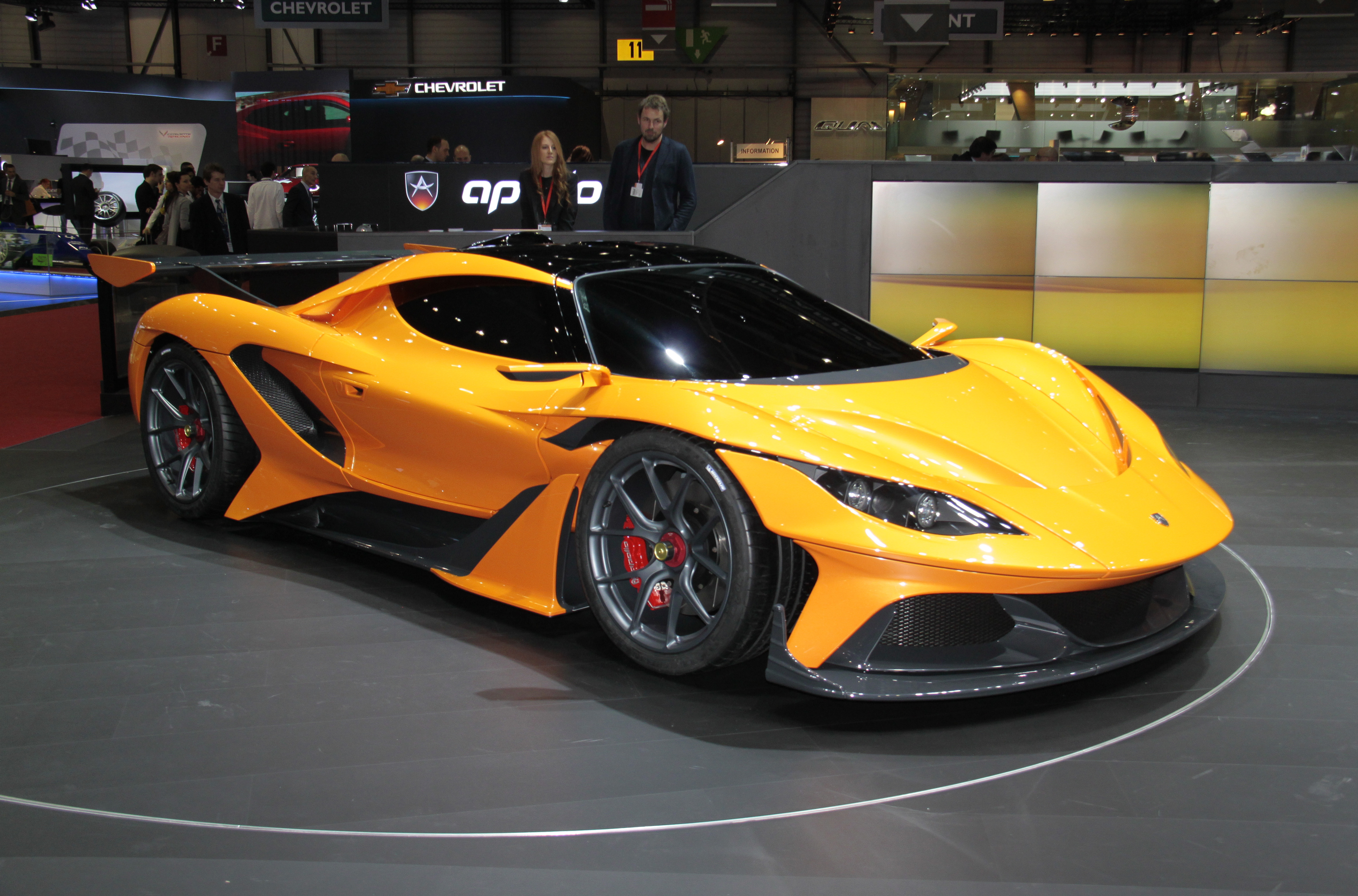
2016 年日內瓦車展上的《阿波羅Arrow》

在 2016 年 3 月的日内瓦车展上，阿波羅推出了 Arrow，這是一款跑車，搭載雙渦輪增壓 4.0 升 V8发动机，額定功率為 986 馬力（1,000 PS；735 kW）。 Arrow 可在 2.9 秒內從 0 加速到 100 公里/小時（62 英里/小時），預計最高時速為 360 公里/小時（224 英里/小時）。

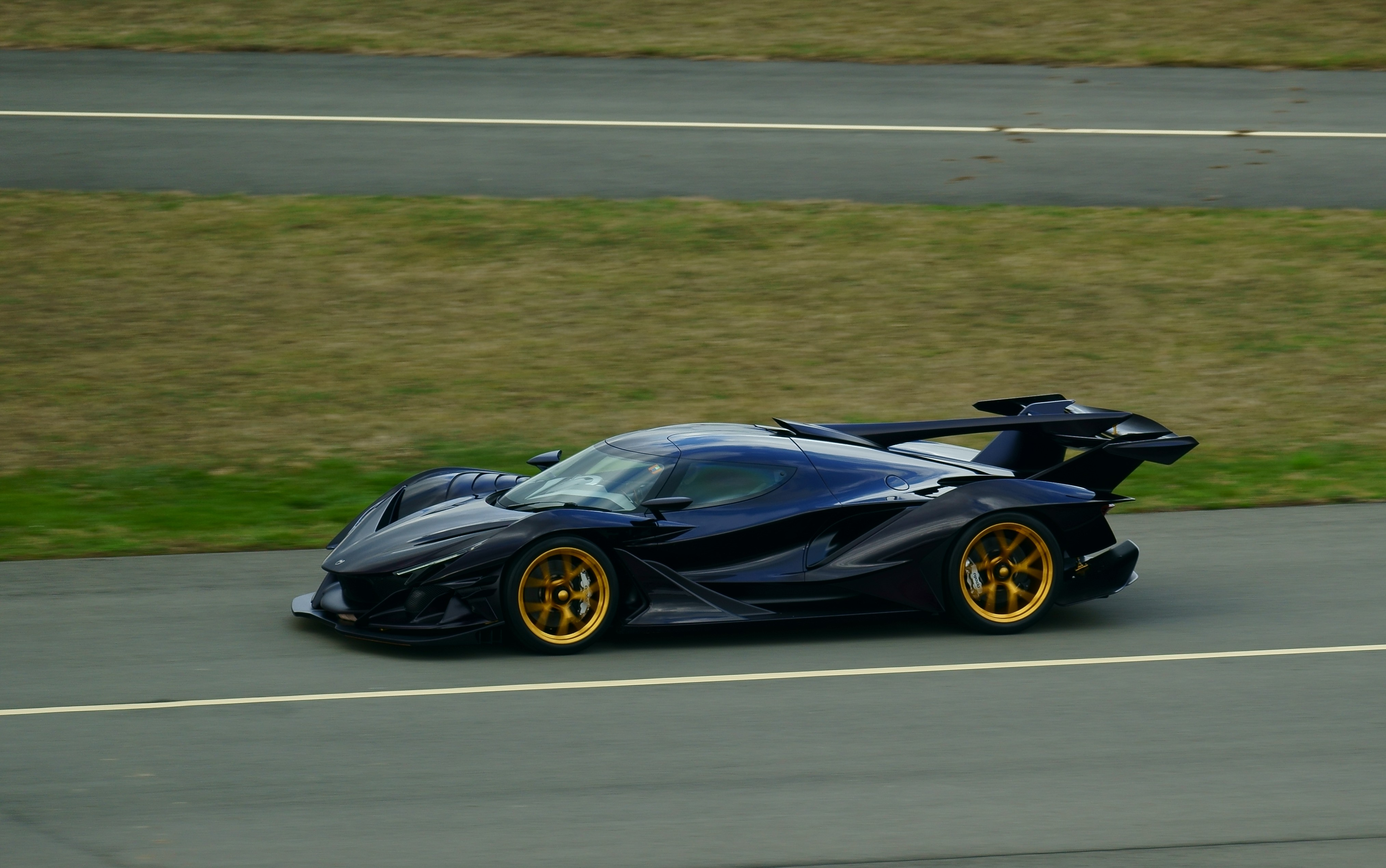
《阿波羅Intensa Emozione》

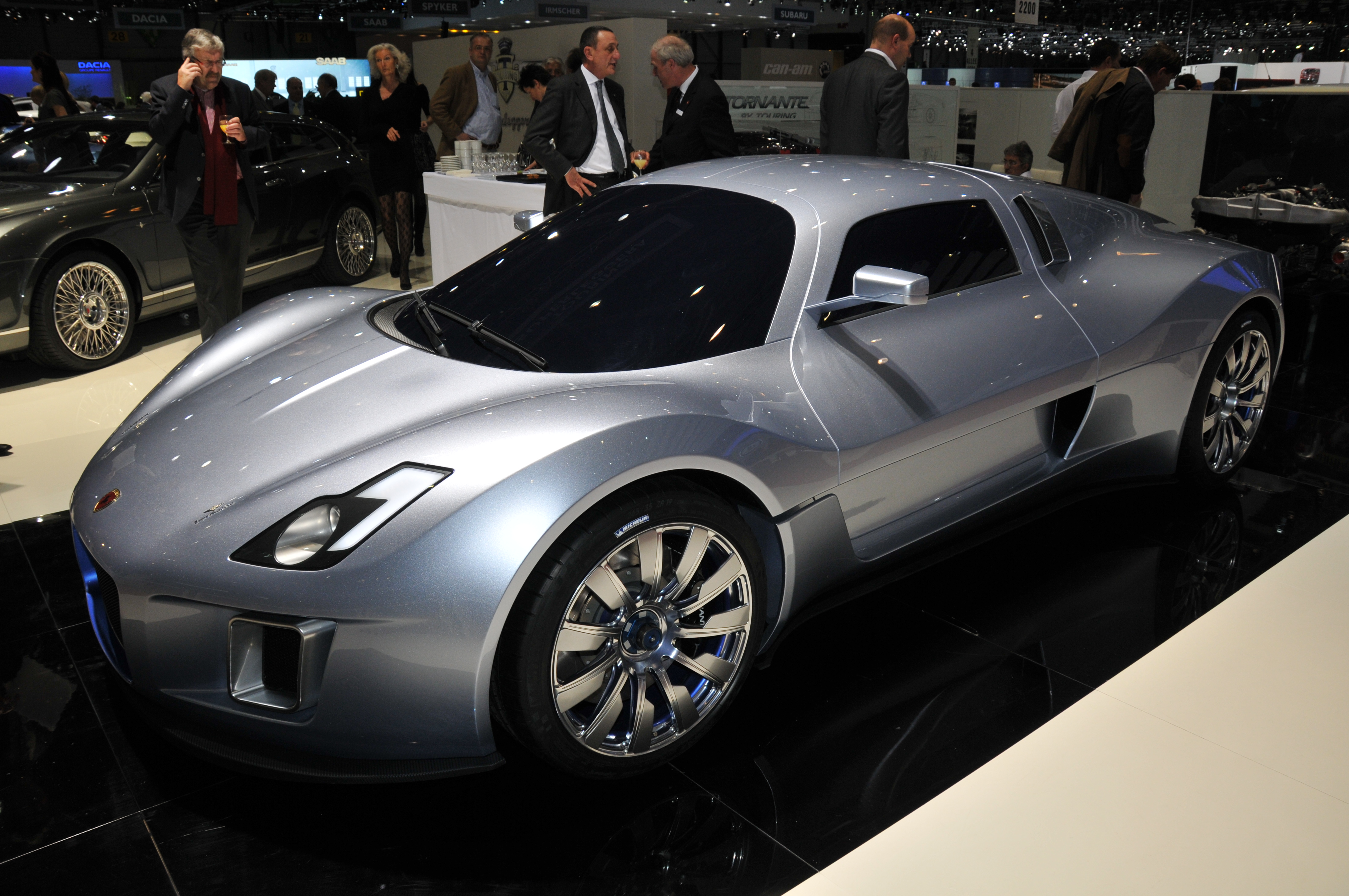
《Gumpert Tornante》

2016 年 11 月，該公司宣布前所有者兼創始人羅蘭·甘珀特不再與該公司或其當前或未來的項目有任何關聯，並宣布將於 2017 年 6 月的古德伍德速度節上亮相一款新車型（項目名稱為“Titan”）。 新車型命名為 Intensa Emozione（義大利文為 Intense Emotion），搭載 6.3 升自然進氣 V12 引擎。外觀設計則大量採用仿生概念，從鯊魚、昆蟲還有許多掠食者擷取設計元素， Intensa Emozione 是與 HWA AG 合作打造的，該公司還參與了梅賽德斯-奔馳 CLK-GTR 的製造。 阿波羅超跑系列的新成員 阿波羅Project EVO 則於 2021 年 11 月在中國國際進口博覽會（CIIE）上亮相。

## 型號
- Gumpert Apollo
- Apollo Arrow
- 阿波羅Intensa Emozione
- 阿波羅Project EVO
- Gumpert Tornante (概念)

## 發展合作夥伴
阿波羅 與多家商業和技術合作夥伴展開合作，其中包括：

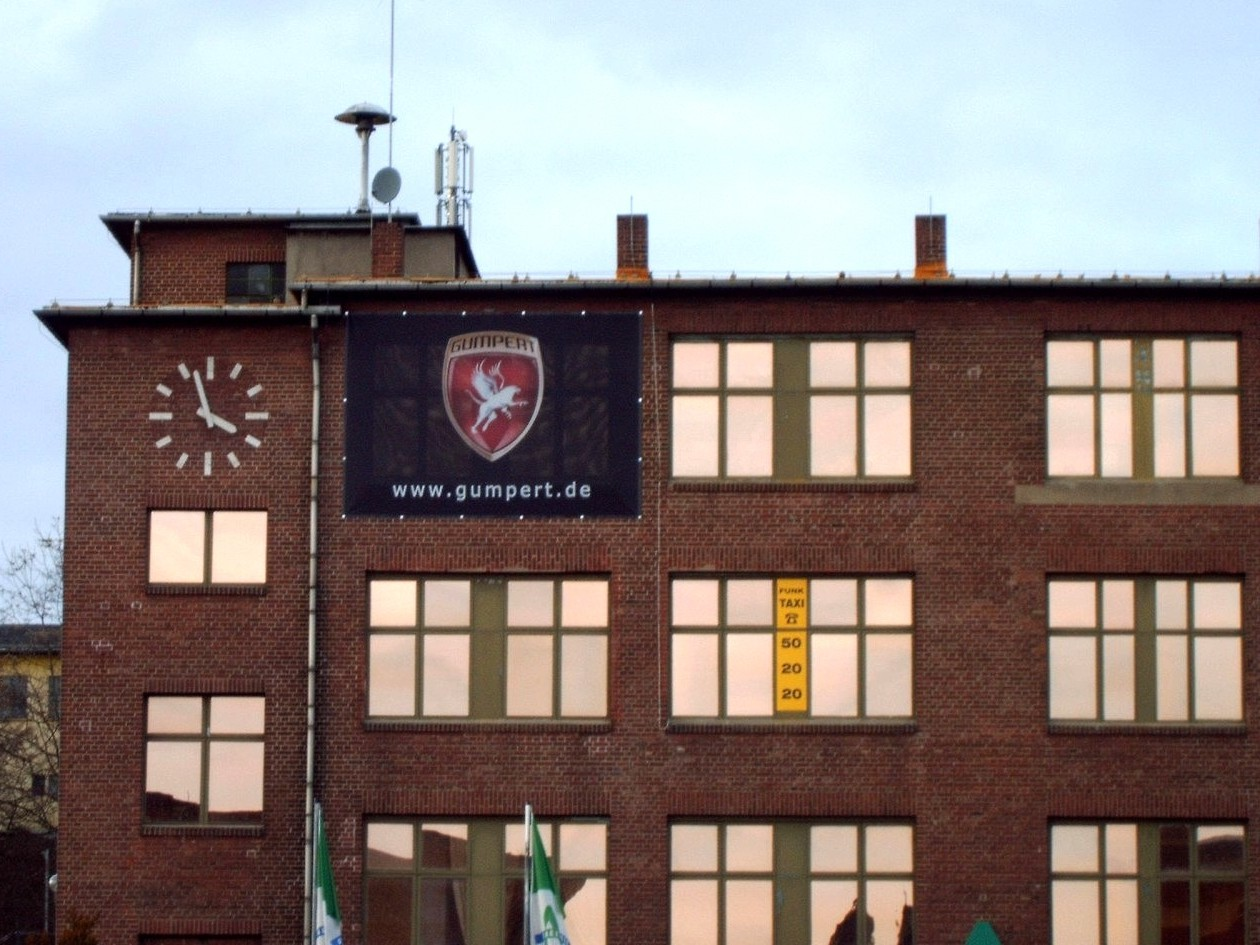
甘珀特跑車工廠

- Autotecnica Motori (引擎開發)
- 阿波羅德國有限公司 (油漆和維修)
- ATS集團 (車輪開發和生產)
- BFFT (汽車電子)
- 博世集團 (汽車零件及系統，包括ABS和TCS)
- BREMBO (煞車)
- Eibach (運動底盤開發)
- HS Genion (汽車工程)
- KBF Kabelbaumfertigung (阿波羅的電纜，長 4.2 公里)
- KW Automotive (運動懸吊系統)
- Mero TSK (Mengeringhausen 管系統)
- Pirelli (公路車輪胎和賽車胎)
- TRW (主動和被動車輛安全系統)
- 慕尼黑工業大學 (虛擬原型、振動技術和人車互動)
- WIDOS (焊接塑膠管和模製件)
- Contrust (最佳化風險管理)
- Evolution MotorSports (美國開發合作夥伴和分銷商)
- GTE Engineering (凱夫拉離合器片的開發與生產)
- HWA AG (Intensa Emozione 的開發和最終細節)
- 高合汽車 (HiPhi A)

## 賽車運動

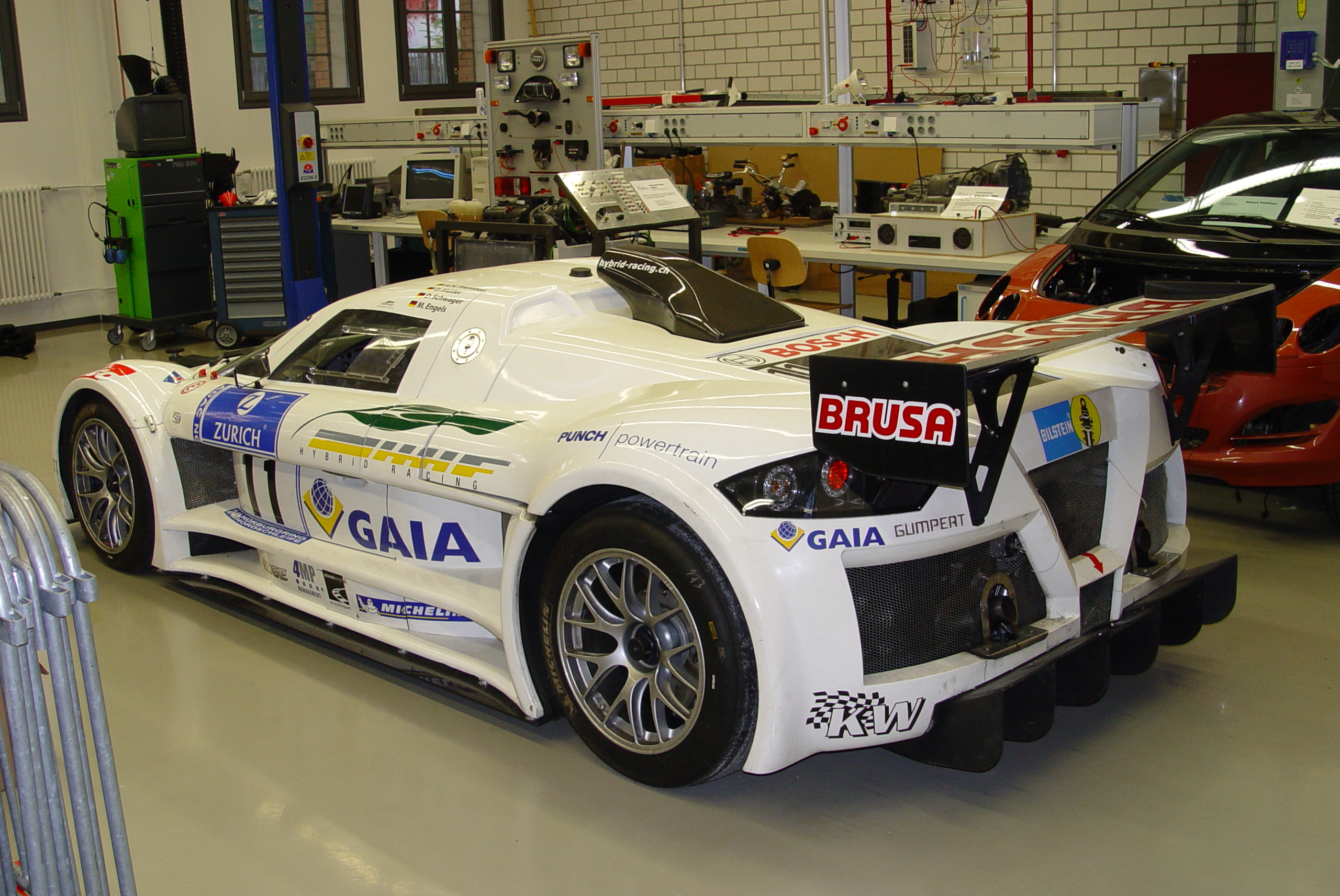
阿波羅混合動力賽車

2005 年 4 月，阿波羅在 Divinol Cup 比賽中首次亮相。這輛阿波羅由比利時賽車手魯本·梅斯駕駛。梅斯在霍根海姆赛道上獲得第三名。三年後，甘珀特宣布他們將在 2008 年紐伯格林 24 小時耐力賽中派出阿波羅混合動力版賽車，由 2004 年冠軍德克·穆勒  和前F1賽車手海因茨-哈拉尔德·弗伦岑駕駛。從第一次討論到阿波羅混合動力版賽車完成，總共過了三個月的時間。阿波羅於 2008 年 5 月參加了紐柏林 24 小時耐力賽。混合動力阿波羅可輸出高達 630 馬力（470 千瓦；639 PS）的功率，由 3.3 升 V8 雙渦輪增壓引擎和 100 千瓦（136 PS；134 馬力）的電動馬達提供動力。該車具有在煞車時為電池充電的功能。

## 外部連結
- 官方网站